# William Henry Benson
William Henry Benson (* 1803 in Dublin, Irland; † 27. Januar 1870 in Cheltenham) war Staatsbeamter in Britisch-Indien. Sein besonderes Interesse galt der Malakologie. Er brachte es auf eine beachtliche Sammlung von Weichtieren. In seinen Publikationen beschrieb er viele Spezies.

## Leben und Wirken
Bis 1819 besuchte Benson das Haileybury College. Später arbeitete er für die Britische Ostindien-Kompanie in Bengalen. Am 30. Oktober 1821 kam er in Kalkutta an. Er nahm mehrere Positionen u. a. als Verwaltungschef oder amtierender Richter in Merath, Bareli und anderen Teilen Nordindiens war. Während seiner Zeit in Indien sammelte er jede Menge Landschnecken, die er zu Hugh Cuming nach England schickte. Als er im April 1847 von einer Reise aus Mauritius zurückkehrte, brachte er einige Große Achatschnecken (Achatina fulica) für einen Freund mit. Dieser setzte sie später in einem Garten in Chowringhee, einem Stadtteil von Kalkutta, aus. Diese Art stellt noch heute in Teilen Indiens eine Plage dar.
Sein Schwiegersohn Major Richard Hieram Sankey wurde zum Vollstrecker des Erbes. Seine Sammlung ging an den britischen Ornithologen Sylvanus Charles Thorp Hanley. Dieser entfernte unglücklicherweise alle Etiketten. Dies minderte den Wert der Bensonschen Sammlung erheblich.

## Gattungen nach Benson
- Pterocyclus (Benson, 1832)
- Oxygyrus (Benson, 1835)
- Batillaria (Benson, 1842)
- Diplommatina (Benson, 1849)
- Streptaulus (Benson, 1857)
- Dioryx (Benson, 1859)
- Clostophis (Benson, 1860)
- Rhiostoma (Benson, 1860)

## Arten nach Benson
- Carinaria cithara (Benson, 1835)
- Carinaria galea (Benson, 1835)
- Musculista senhousia (Benson, 1842)
- Musculus senhousei (Benson, 1842)